# عبد الله بن مالك الخزاعي
عبد الله بن مالك الخزاعي كان قائدًا عسكريًا كبيرًا وحاكمًا في الدولة العباسية الأولى. عبد الله هو ابن مالك بن الهيثم الخزاعي والذي كان واحدًا من أقدم وأهم قادة الحركة العباسية في خراسان، والثورة العباسية التي أطاحت الأمويين. وحيث أن الجيش الخراساني شكل الدعامة الرئيسية لوصول النظام الجديد للحكم تمتعت أسرة مالك بمراكز مهمة في السلطة.